# Henk Vredeling
Henk Vredeling (Amersfoort, 1924 - Zeist, 2007) fou un polític neerlandès, que fou Ministre de Defensa al seu país i Vicepresident de la Comissió Europea entre 1977 i 1981.

## Biografia
Va néixer el 20 de novembre de 1924 a la ciutat d'Amersfoort, població situada a la província d'Utrecht.
Morí el 27 d'octubre de 2007 a la població de Huis ter Heide, situada al municipi de Zeist.

## Activitat política
Membre del Partit Laborista (PvdA) fou escollit la Tweede Kamer (cambra de representants neerlandesa) per primer cop l'any 1956. Escollit membre del Parlament Europeu en representació del seu país l'any 1958, ocupà el càrrec d'eurodiputat fins a l'any 1973.
Aquell any abandonà la política europea per retornà al seu país per ser nomenat Ministre de Defensa per part del Primer Ministre Joop den Uyl, càrrec que va mantenir fins al 1977. Aquell any fou nomenat Comissari Europeu en la Comissió Jenkins, ocupant el càrrec de Vicepresident i Comissari Europeu de Treball i Assumptes Socials, fent-se càrrec així mateix de les responsabilitats d'Educació i Formació. Abandonà la política europea el 1981.